# Дорнелаш (Север-ду-Вога)
Дорнелаш (порт. Dornelas; МФА: [duɾ.ˈne.ɫɐʃ]) — парафія в Португалії, у муніципалітеті Север-ду-Вога. Розташована в західній частині країни, на теренах історичної португальської провінції Бейра. Входить до складу округу Авейру. За адміністративним поділом, чинним до 1976 року, терени парафії були складовою провінції Берегова Бейра. Належить до Авейрівської діоцезії Католицької церкви. Патрон — Діва Марія. Площа — 9,0420 км². Населення — 726 ос. (2011). Слабо урбанізований регіон. Густота населення — 80,29 осіб/км²
. Код — 011709.

## Населення
| 1991 | 2001 | 2011 |
| 715  | 662  | 726  |